# Liste der Naturdenkmale in Breisach am Rhein
| Naturdenkmale | Anzahl |
| ------------- | ------ |
| FND           | 1      |
| END           | 13     |
| Gesamt        | 14     |

Die Liste der Naturdenkmale in Breisach am Rhein nennt die verordneten Naturdenkmale (ND) der im baden-württembergischen Landkreis Breisgau-Hochschwarzwald liegenden Stadt Breisach am Rhein. In Breisach am Rhein gibt es insgesamt 14 als Naturdenkmal geschützte Objekte, davon ein flächenhaftes Naturdenkmal (FND) und 13 Einzelgebilde-Naturdenkmale (END).
Stand: 31. Oktober 2016.

## Flächenhafte Naturdenkmale (FND)
| Name                     | Bild | Kennung     | Einzelheiten      | Position | Fläche Hektar | Datum         |
| ------------------------ | ---- | ----------- | ----------------- | -------- | ------------- | ------------- |
| Rößle-Scheibenbuck       | BW   | 83150150001 | Breisach am Rhein | ⊙        | 3,9           | 14. Okt. 1983 |
| Legende für Naturdenkmal |      |             |                   |          |               |               |

## Einzelgebilde (END)
| Name                             | Bild | Kennung     | Einzelheiten      | Position | Fläche Hektar | Datum         |
| -------------------------------- | ---- | ----------- | ----------------- | -------- | ------------- | ------------- |
| Baumgruppe auf Friedhof          |      | 83150150014 | Breisach am Rhein | ⊙        | 0,0           | 15. Apr. 1964 |
| Lindenreihe                      | BW   | 83150150003 | Breisach am Rhein | ⊙        | 0,0           | 15. Apr. 1964 |
| 1 Sommerlinde                    | BW   | 83150150018 | Breisach am Rhein | ⊙        | 0,0           | 15. Apr. 1964 |
| 1 Winterlinde                    | BW   | 83150150007 | Breisach am Rhein | ⊙        | 0,0           | 15. Apr. 1964 |
| 1 Winterlinde                    | BW   | 83150150009 | Breisach am Rhein | ⊙        | 0,0           | 15. Apr. 1964 |
| 1 Winterlinde                    | BW   | 83150150011 | Breisach am Rhein | ⊙        | 0,0           | 15. Apr. 1964 |
| 1 Winterlinde                    | BW   | 83150150019 | Breisach am Rhein | ⊙        | 0,0           | 15. Apr. 1964 |
| 2 Kastanien im Hof, Möhlinstraße | BW   | 83150150024 | Breisach am Rhein | ⊙        | 0,0           | 15. Apr. 1964 |
| 2 Platanen                       | BW   | 83150150012 | Breisach am Rhein | ⊙        | 0,0           | 15. Apr. 1964 |
| 2 Winterlinden am Feldkreuz      | BW   | 83150150023 | Breisach am Rhein | ⊙        | 0,0           | 15. Apr. 1964 |
| 2 Winterlinden                   | BW   | 83150150006 | Breisach am Rhein | ⊙        | 0,0           | 15. Apr. 1964 |
| 2 Winterlinden                   | BW   | 83150150020 | Breisach am Rhein | ⊙        | 0,0           | 15. Apr. 1964 |
| 2 Winterlinden                   | BW   | 83150150025 | Breisach am Rhein | ⊙        | 0,0           | 15. Apr. 1964 |
| Legende für Naturdenkmal         |      |             |                   |          |               |               |